# Polder Heenvliet
De Polder Heenvliet  was een polder en waterschap in de gemeente Nissewaard (voorheen Heenvliet en daarna Bernisse) in de Nederlandse provincie Zuid-Holland.
Het waterschap was verantwoordelijk voor de waterhuishouding in de polder.